# Jüdischer Friedhof Winsen (Luhe)

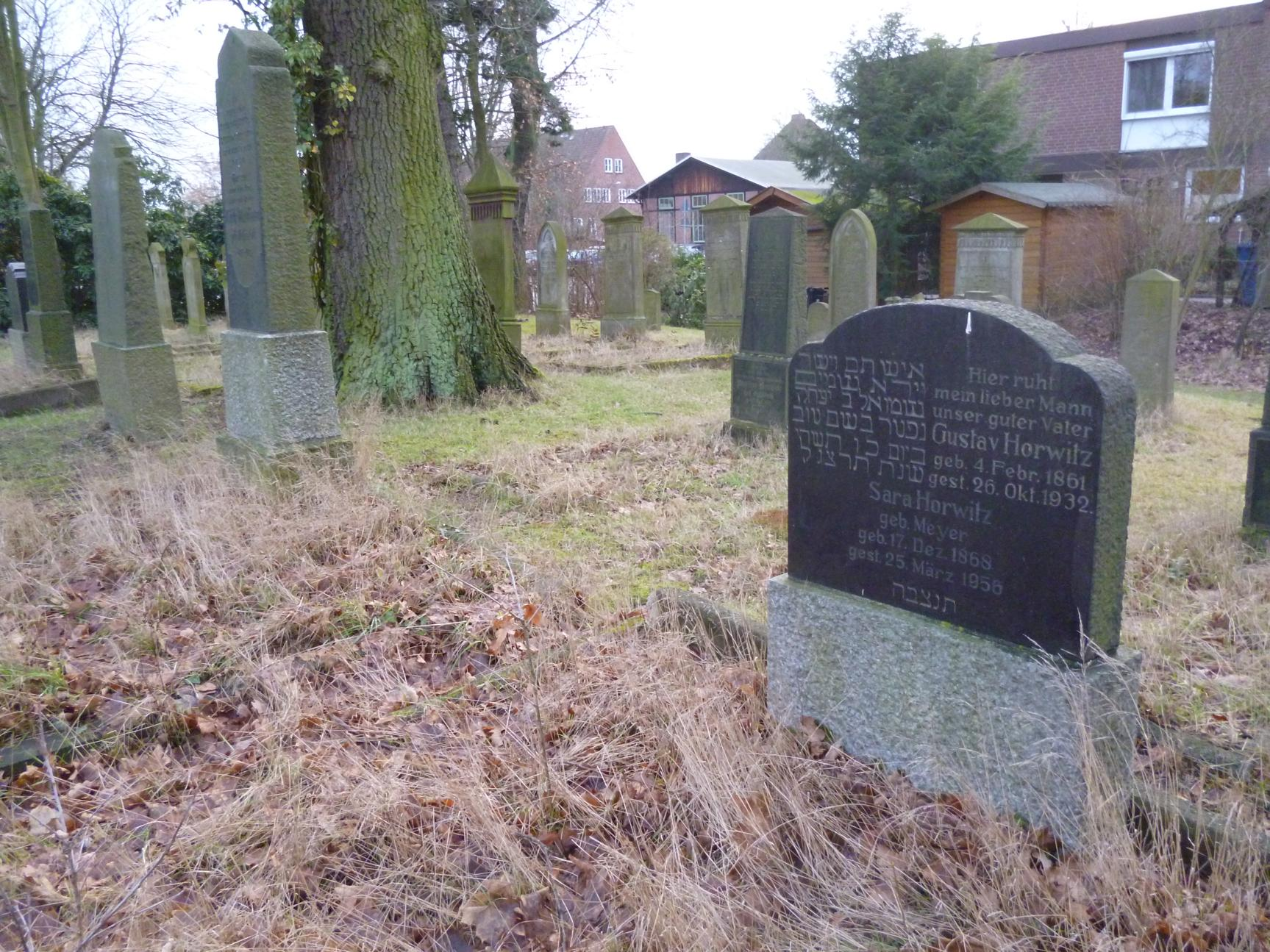
Jüdischer Friedhof Winsen Luhe

Der Jüdische Friedhof Winsen (Luhe) ist ein Jüdischer Friedhof in Winsen (Luhe) (Landkreis Harburg, Niedersachsen). Er ist ein geschütztes Kulturdenkmal.

## Beschreibung
Auf dem 713 m² großen Friedhof, der an der Eckermannstraße (Nähe ZOB, gegenüber der Abbiegung Mozartstraße) liegt, befinden sich Grabsteine für Juden aus Winsen (Luhe) und Umgebung, die in den Jahren 1748 bis 1956 verstorben sind. 43 Gräber sind erhalten, 46 Grabsteine sind vorhanden. Identifizierbare Familiennamen sind Behrens, Bernstein, Heinemann (aus Bleckede), Horwitz, Salomon, Steinwehr (aus Obermarschacht), Stern, Strauss und Waldbaum.

## Geschichte
Der Friedhof bestand im Jahr 1742; 1748 wurde der älteste, noch heute erhaltene Grabstein gesetzt. In den Jahren 1826 und 1907 wurde der Friedhof vergrößert. 1956 erfolgte die letzte Beisetzung: Die im Alter von 87 Jahren verstorbene Sara Horwitz wurde dort beerdigt.
In den Jahren 1953 und 1965 wurde das Gelände instand gesetzt. 1965 wurde ein Gedenkstein zur Erinnerung an die Mitglieder der jüdischen Gemeinde errichtet. Heute kümmern sich die Gemeinde Winsen und einzelne Familien um die Pflege des Friedhofs, der sich seit 1960 im Besitz des Landesverbandes der Jüdischen Gemeinden von Niedersachsen befindet. Im Jahr 2003 hat Harald Storz eine Dokumentation über den Friedhof erstellt, indem er die hebräischen Inschriften der Grabsteine abgeschrieben und übersetzt hat.